# Sam Merrill
Samuel "Sam" Hoskins Merrill (15 de maio de 1996) é um jogador norte-americano de basquete profissional que atualmente joga pelo Cleveland Cavaliers da National Basketball Association (NBA).
Ele jogou basquete universitário na Universidade Estadual de Utah e foi selecionado pelo New Orleans Pelicans como a 60ª escolha geral no draft da NBA de 2020.

## Início da vida e carreira no ensino médio
Merrill é filho de John e Jenny Merrill e tem uma irmã mais velha, Molli. Ele cresceu em Bountiful, Utah, e estudou na Bountiful High School. Ele se tornou titular em seu segundo ano e teve médias de 6,5 pontos e 2,6 assistências. Em seu terceiro ano, Merrill teve médias de 18,3 pontos, 6,8 rebotes, 5,4 assistências e 2,2 roubos de bola e foi eleito para a Primeira-Equipe do Estado pelo Deseret News e pelo Salt Lake Tribune. Em seu último ano, ele teve médias de 15,8 pontos, 7,4 assistências, 4,6 rebotes e 2,3 roubos de bola e levou Bountiful ao título estadual 4A. 
Merrill foi recrutado pela Universidade de Stanford e por Princeton, mas comprometeu-se com a Universidade Estadual de Utah.

## Carreira universitária

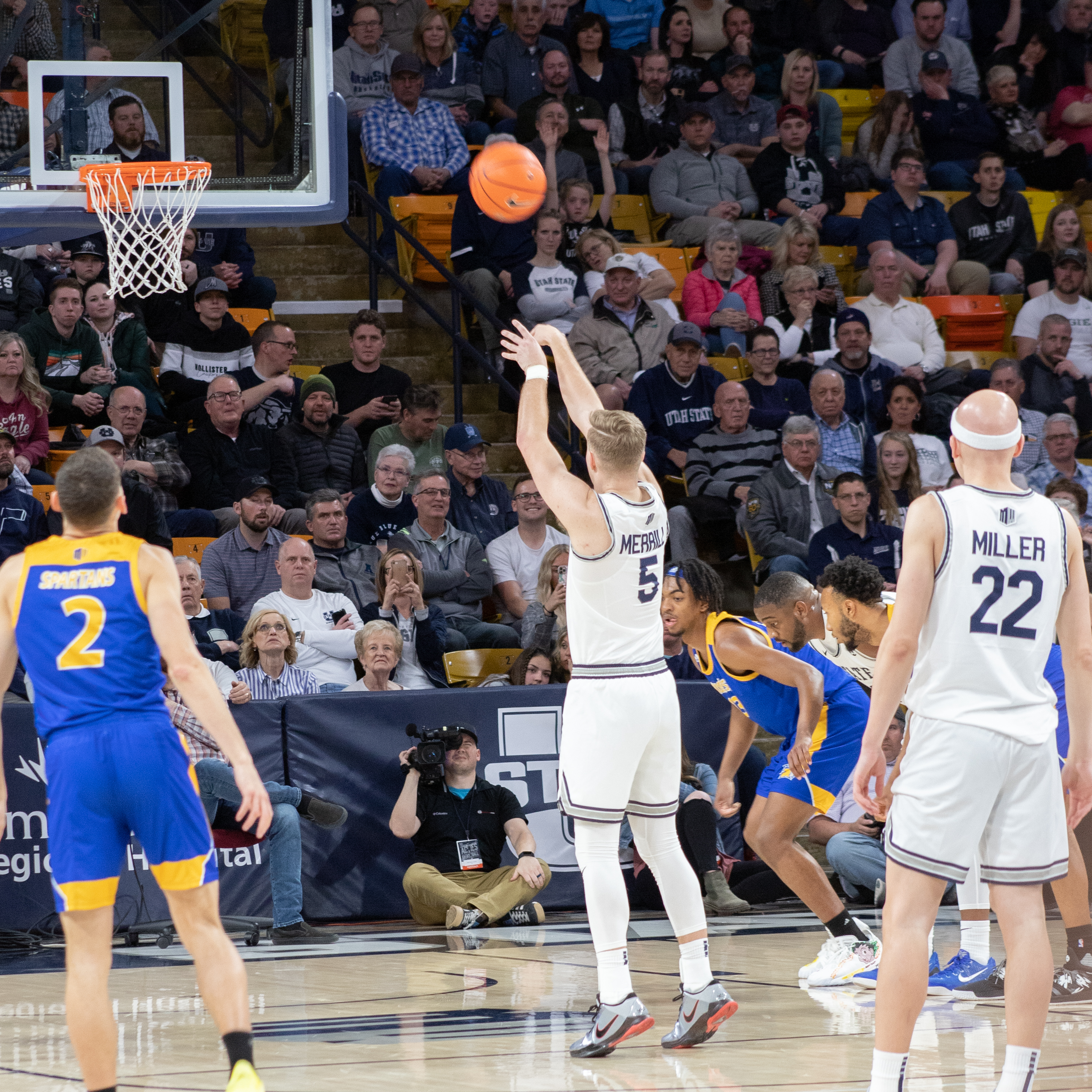
Merrill em Utah State em 2020.

Merrill foi para uma missão de santos dos últimos dias de dois anos na Nicarágua antes de seu primeiro ano em Utah. Quando ele voltou, o técnico Stew Morrill se aposentou e foi substituído por Tim Duryea. Merrill teve média de 9,4 pontos como calouro.
Em sua segunda temporada, Merrill teve média de 16,3 pontos. Ele foi nomeado para a Terceira Equipe da Conferência Mountain West. Merrill se casou com a jogadora de futebol, Kanyan Ward, em maio de 2018. 
Em seu terceiro ano, ele teve médias de 20,9 pontos, 4,2 assistências, 3,9 rebotes e 1,1 roubos de bola. Merrill levou Utah State ao titulo do Torneio da Mountain West, garantindo a oferta automática para o Torneio da NCAA. Ele foi nomeado Jogador do Ano da Conferência Mountain West e MVP do Torneio da Mountain West. Merrill teve o recorde de sua carreira de 38 pontos em 5 de março de 2019, em uma vitória na prorrogação por 100-96 sobre Colorado State.
Na abertura da temporada de seu último ano, Merrill fez 28 pontos para ajudar os Aggies a derrotar Montana State por 81-73. Em 11 de fevereiro, contra Colorado State, Merrill ultrapassou a marca de 2.000 pontos em sua carreira e ultrapassou Wayne Estes em terceiro lugar na lista de maiores pontuação de todos os tempos da universidade. No final da temporada regular, Merrill foi nomeado para a Primeira Equipe da Conferência Mountain West. Merrill levou Utah State a outro título do Torneio da Mountain West, garantindo a oferta automática para o Torneio da NCAA, e foi nomeado MVP do torneio.

## Carreira profissional

### Milwaukee Bucks (2020–2021)
Em 18 de novembro de 2020, Merrill foi selecionado pelo New Orleans Pelicans como a última escolha do draft da NBA de 2020.
Em 24 de novembro, Merrill foi negociado para o Milwaukee Bucks como parte de uma troca envolvendo quatro equipes, incluindo o Oklahoma City Thunder e o Denver Nuggets. Ele foi designado para o Memphis Hustle da G-League e estreou na equipe em 10 de fevereiro de 2021. 
Durante a temporada regular, ele jogou em 30 jogos e teve médias de 3.0 pontos e 1.0 rebote, com um aproveitamento de 44.7% nos arremessos de três. Na corrida dos playoffs dos Bucks, Merrill jogou em 8 jogos com médias de 3.8 minutos. Merrill encerrou sua temporada de estreia como campeão da NBA quando os Bucks derrotaram o Phoenix Suns em 6 jogos nas Finais da NBA de 2021.

### Memphis Grizzlies (2021–2022)
Em 7 de agosto de 2021, Merrill foi negociado, juntamente com duas futuras escolhas de segunda rodada, para o Memphis Grizzlies em troca de Grayson Allen. Em 1º de janeiro de 2022, ele foi dispensado. Merrill teve médias de 4.2 pontos e 1.2 rebotes em 6 jogos pelos Grizzlies.

### Cleveland Charge (2022–2023)
Em 13 de agosto de 2022, Merrill assinou com o Sacramento Kings. Ele foi dispensado antes do início da temporada.
Em 24 de outubro de 2022, Merrill se juntou ao elenco de treinamento do Cleveland Charge. Dois dias antes, ele foi a primeira escolha geral no Draft da G League.

### Cleveland Cavaliers (2023–Presente)

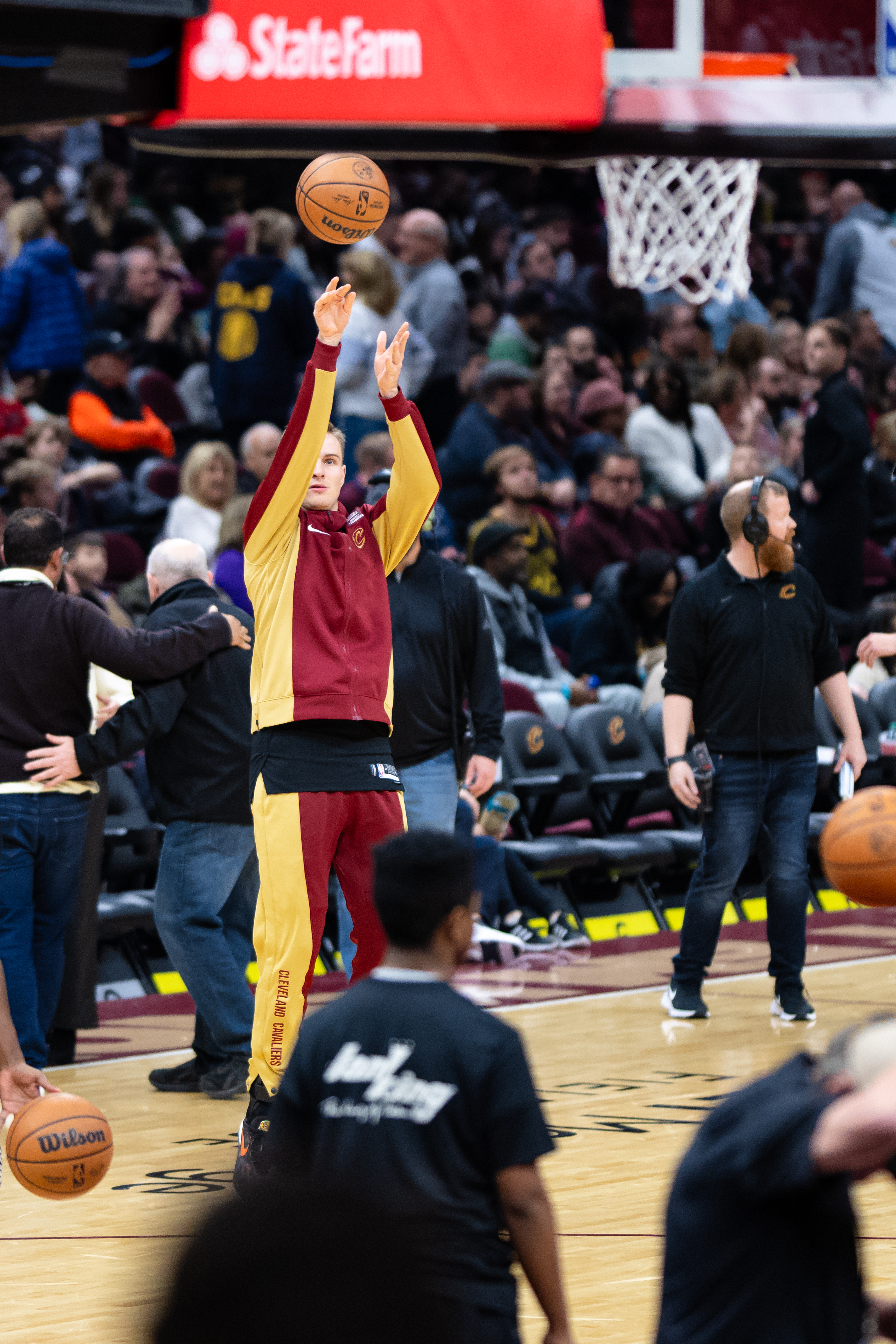
Merrill em 2023

Em 3 de março de 2023, Merrill assinou um contrato de 10 dias com o Cleveland Cavaliers. Em 14 de março, ele assinou um contrato de 3 anos e US$5 milhões com os Cavaliers.
Em 20 de dezembro, ele marcou um recorde pessoal de 27 pontos e acertou 8 arremessos de três pontos vindo do banco de reservas, enquanto os Cavaliers vencia o Utah Jazz por 124-116. Em 22 de janeiro de 2024, ele marcou 26 pontos, incluindo um recorde pessoal de 20 no primeiro tempo, em uma vitória por 126-99 sobre o Orlando Magic, ajudando a levar o Cleveland à sua oitava vitória consecutiva. Merrill quebrou o recorde da franquia de mais arremessos de três pontos vindo do banco em uma temporada em 27 de março de 2024. Foi o seu 129º arremesso de três pontos vindo do banco na temporada de 2023-24, quebrando o recorde anterior de Donyell Marshall, que foi estabelecido durante a temporada de 2005-06.

## Estatísticas da carreira

### NBA

#### Temporada regular
| Ano      | Equipe    | PJ  | PT | MPJ  | AP   | 3P   | LL    | RT  | AS  | BR | TO | PPJ |
| -------- | --------- | --- | -- | ---- | ---- | ---- | ----- | --- | --- | -- | -- | --- |
| 2020–21  | Milwaukee | 30  | 2  | 7.8  | .444 | .447 | 1.000 | 1.0 | .7  | .3 | .0 | 3.0 |
| 2021–22  | Memphis   | 6   | 0  | 9.6  | .333 | .304 | .500  | 1.2 | .7  | .0 | .0 | 4.2 |
| 2022–23  | Cleveland | 5   | 0  | 11.7 | .409 | .278 | 1.000 | 1.8 | 1.0 | .8 | .0 | 5.0 |
| 2023–24  | Cleveland | 61  | 1  | 17.5 | .402 | .404 | .929  | 2.0 | 1.8 | .3 | .1 | 8.0 |
| Carreira | Carreira  | 102 | 3  | 11.6 | .397 | .358 | .857  | 1.5 | 1.0 | .3 | .0 | 5.0 |

#### Playoffs
| Ano  | Equipe    | PJ | PT | MPJ | AP   | 3P   | LL | RT | AS | BR | TO | PPJ |
| ---- | --------- | -- | -- | --- | ---- | ---- | -- | -- | -- | -- | -- | --- |
| 2021 | Milwaukee | 8  | 0  | 3.8 | .286 | .200 | —  | .6 | .1 | .5 | .0 | .6  |

### Universidade
| Ano      | Equipe     | PJ  | PT  | MPJ  | AP   | 3P   | LL   | RT  | AS  | BR  | TO  | PPJ  |
| -------- | ---------- | --- | --- | ---- | ---- | ---- | ---- | --- | --- | --- | --- | ---- |
| 2016–17  | Utah State | 31  | 18  | 26.2 | .450 | .451 | .878 | 3.0 | 3.2 | .9  | .2  | 9.1  |
| 2017–18  | Utah State | 34  | 33  | 35.4 | .504 | .464 | .849 | 3.3 | 3.1 | 1.0 | .2  | 16.3 |
| 2018–19  | Utah State | 35  | 35  | 35.3 | .461 | .376 | .909 | 3.9 | 4.2 | 1.1 | .3  | 20.9 |
| 2019–20  | Utah State | 32  | 32  | 35.0 | .461 | .410 | .893 | 4.1 | 3.9 | .9  | .1  | 19.7 |
| Carreira | Carreira   | 132 | 118 | 32.9 | .469 | .425 | .882 | 3.5 | 3.6 | 0.9 | 0.1 | 16.5 |